# Hemiphileurus cubaensis
Hemiphileurus cubaensis är en skalbaggsart som beskrevs av Fortuné Chalumeau 1981. Hemiphileurus cubaensis ingår i släktet Hemiphileurus och familjen Dynastidae. Inga underarter finns listade i Catalogue of Life.